# Церква святого Михаїла Архангела в Лещаві-Горішній
Церква святого Архангела Михаїла (пол. Cerkiew św. Michała Archanioła w Leszczawie Górnej) — втрачена дерев'яна лемківська парафіяльна греко-католицька церква у селі Лещава-Горішня, в гміні Бірча Перемишльського повіту Підкарпатського воєводства на південному сході Польщі.

## Історія
Церкву збудовано в 1794 році коштом родини Гумницьких (пол. Humnickich) одночасно з церквою в Лещаві-Долішній. Будівля церкви було поділена на дві частини, накрита бляшаним дахом. Вхід до церкви вів через поєднану з будівлею каркасну башту, накриту чотирискатним дахом.
До парафії в Лещаві-Горішній належали філіальні церкви в Лещаві-Долішній,  Кузьмині й  Лещавці. Парафія належала до 1924 р. до Ліського деканату, а надалі — до Бірчанський деканату Перемишльської єпархії УГКЦ.
Після депортації українців з села в 1944–1946 роках та остаточної зачистки від українського населення внаслідок Операції «Вісла» в 1947 році храм не використовували, і він завалилася на межі 1970-х і 1980-х років. 
На церковній території є занедбаний цвинтар.